# Agneta Lindskog
Agneta Elisabeth Lindskog Fladvad, född 25 april 1953 i Stockholm, är en svensk före detta rodelåkare.
Hon vann silver i rodel-EM i svenska Hammarstrand 1976. Samma år deltog hon i Vinter-OS 1976 i österrikiska Innsbruck, där hon slutade på en artondeplats i singel. Lindskog deltog även i Vinter-OS 1980 i Lake Placid, USA, där hon slutade på plats 13 i singel. 
Lindskog tävlade för Saltsjöbadens rodelklubb. Hon tog sex SM-guld i damsingel (1972, 1975, 1976, 1978, 1979 och 1980) samt sex SM-guld i damernas lagtävling (1970, 1971, 1972, 1978, 1979 och 1980).